# Ana Escamilla
Ana Escamilla Serrano (Almería, 10 luglio 1998) è una pallavolista spagnola, nel ruolo di schiacciatrice.

## Carriera

### Club
Dopo aver iniziato a giocare a pallavolo in alcune formazioni giovanili della propria città natale, nel 2013 entra a far parte della formazione federale del CAEP Soria, con cui disputa per tre stagioni la Superliga 2 Femenina de Voleibol, aggregandosi inoltre per due anni alle formazioni giovanili del Barcellona, con cui si aggiudica due campionati nazionali di categoria.
Fa il proprio esordio in Superliga Femenina de Voleibol nella stagione 2016-17, quando sposa il progetto dell'Alcobendas, mentre nell'annata seguente, passata al Logroño, conquista i primi trofei nazionali: Supercoppa, Coppa della Regina e campionato.
Nella stagione 2018-19 fa ritorno al Barça, mentre in quella successiva fa la propria prima esperienza all'estero, nello specifico nella 1. Bundesliga tedesca, ingaggiata dal Potsdam. Nell'annata 2020-21 si trasferisce in Italia, dove disputa la Serie A1 con la maglia della UYBA, ma rientra in forza al Potsdam già nell'annata seguente; tuttavia, a causa di alcuni problemi vascolari a una mano, è costretta a uno stop di almeno un anno prima ancora dell'inizio della stagione.

### Nazionale
Nel 2015 viene convocata per la prima volta nella nazionale maggiore spagnola, con la quale conquista la medaglia di bronzo all'European Golden League 2021.

## Palmarès

### Club
- Campionato spagnolo: 1

2017-18
- Coppa della Regina: 1

2017-18
- Supercoppa spagnola: 1

2017

### Nazionale (competizioni minori)
- European Golden League 2021